# Yahya Yahya
Pour les articles homonymes, voir Yahya.
Yahya Yahya est né à Melilla ou à Nador de mère néerlandaise[réf. nécessaire], il est sénateur marocain au sein de la deuxième chambre. C'est un nationaliste marocain qui réclame sans discontinuer la « marocanité » des deux présides Ceuta et Melilla. Il est député de Nador.
Membre du Parti al ahd, il organise fréquemment des manifestations à Melilia, qui ont pour effet d'exaspérer le gouvernement Espagnol. Ce sénateur ayant la double nationalité (marocaine et espagnole), est aussi le président de l'association pour la défense des victimes du colonialisme espagnol et de l'unité territoriale du Maroc mais aussi président du cercle d'ami des sénateurs du Maroc et de l'Espagne.
En 2007, il a appelé à l'organisation d'une marche à bord d'embarcations à destination de l'Îlot Leïla afin de dénoncer l'occupation espagnole de ce territoire. Il a aussi appelé à la réévaluation de la position officielle du Maroc à la suite de la visite provocation, lors de la visite de Juan Carlos à Ceuta et Melilla.
Il a été arrêté le 26 juin 2008, à Bab Melilla pour une affaire de tapage nocturne en 2006, mais a refusé de se présenter devant le juge espagnol, car ne reconnaissant pas la souveraineté espagnole sur les présides.
Le 12 juin 2009, il a été élu conseiller aux élections communales de 2009 à Beni Ansar près de Nador. Il a été élu maire de la ville de Beni Ansar.